# Classe Somers
I cacciatorpediniere classe Somers erano navi dell'United States Navy, varate nel 1937–38, 5 vascelli da circa 1800 tonnellate. Essi si distinguevano per via del loro armamento pesantissimo, costituito da 4 torri di artiglieria binate da 127mm e 3 lanciasiluri quadrupli da 533mm. Si trattava di navi troppo pesantemente armate, secondo la "moda" statunitense del periodo prebellico.

## Navi
| U.S. Navy - Classe Somers | U.S. Navy - Classe Somers                 | U.S. Navy - Classe Somers | U.S. Navy - Classe Somers | U.S. Navy - Classe Somers | U.S. Navy - Classe Somers | U.S. Navy - Classe Somers                                           | U.S. Navy - Classe Somers          |
| Nome                      | Cantiere                                  | Impostazione              | Varo                      | Entrata in servizio       | Radiazione                | Destino                                                             | Intitolazione                      |
| ------------------------- | ----------------------------------------- | ------------------------- | ------------------------- | ------------------------- | ------------------------- | ------------------------------------------------------------------- | ---------------------------------- |
| USS Somers (DD-381)       | Federal Shipbuilding, Kearny (New Jersey) | 27 giugno 1935            | 13 marzo 1937             | 1º dicembre 1937          | 28 ottobre 1945           | Demolita nel 1947                                                   | Richard Somers (1778–1804)         |
| USS Warrington (DD-383)   | Federal Shipbuilding, Kearny (New Jersey) | 10 ottobre 1935           | 15 maggio 1937            | 9 febbraio 1938           | N.D.                      | Affondata in un uragano al largo delle Bahamas il 13 settembre 1944 | Lewis Warrington (1782–1851)       |
| USS Sampson (DD-394)      | Bath Iron Works, Bath (Maine)             | 8 aprile 1936             | 16 aprile 1938            | 19 agosto 1938            | 1º novembre 1945          | Demolita nel 1946                                                   | William Thomas Sampson (1840–1902) |
| USS Davis (DD-395)        | Bath Iron Works, Bath (Maine)             | 28 luglio 1936            | 30 luglio 1938            | 9 novembre 1938           | 19 ottobre 1945           | Demolita nel 1947                                                   | Charles Henry Davis (1807–1877)    |
| USS Jouett (DD-396)       | Bath Iron Works, Bath (Maine)             | 26 marzo 1936             | 24 settembre 1938         | 25 gennaio 1939           | 1º novembre 1945          | Demolita nel 1946                                                   | James Edward Jouett (1826–1902)    |